# Rowington
Rowington – wieś i civil parish w Anglii, w hrabstwie Warwickshire, w dystrykcie Warwick. Leży 9 km na północny zachód od miasta Warwick i 141 km na północny zachód od Londynu. W 2011 roku civil parish liczyła 944 mieszkańców.